# Cernay-en-Dormois
Cernay-en-Dormois is een gemeente in het Franse departement Marne (regio Grand Est) en telt 145 inwoners (2004). De plaats maakt deel uit van het arrondissement Châlons-en-Champagne.

## Geografie
De oppervlakte van Cernay-en-Dormois bedraagt 25,5 km², de bevolkingsdichtheid is 5,7 inwoners per km².
De onderstaande kaart toont de ligging van Cernay-en-Dormois met de belangrijkste infrastructuur en aangrenzende gemeenten.

## Demografie
Onderstaande figuur toont het verloop van het inwonertal (bron: INSEE-tellingen).